# Зельцнер, Николаус
Николаус (Клаус) Зельцнер (нем. Nikolaus Selzner; 20 февраля 1899, Гросс-Мёверн, Эльзас-Лотарингия, Германская империя, — 21 июня 1944, Кайзерслаутерн, Баварский Пфальц, нацистская Германия) — общественный, партийный и государственный деятель эпохи национал-социализма, один из руководителей оккупационных органов на территории СССР, генеральный комиссар Генерального округа «Днепропетровск» в «Рейхскомиссариате Украина» (1 сентября 1941 — 21 июня 1944 года), бригадефюрер СС (20 апреля 1942 года).

## Биография
Родился 20 февраля 1899 года в Гросс-Мёверне, учился в народной школе и посещал специализированную школу в Меце, изучал слесарное дело. Участник Первой мировой войны. Служил в авиации ремонтником и пулемётчиком.
С 1919 года работал в Баварии слесарем и техником. После переселения из Ансбаха в Вормс в 1924 году завязал контакты с НСДАП, а в 1925 году вступил в НСДАП (членский номер 24.137) и в СА. С февраля 1926 по июнь 1928 года был руководителем местной организации НСДАП (ортсгруппенляйтером) в Вормсе, где основал также первую группу Гитлерюгенда. В 1927 году был назначен районным руководителем НСДАП (крайсляйтером) в Вормсе, а в августе того же года был избран в городское собрание депутатов Вормса.
После дискуссии вокруг издаваемой Зельцнером с апреля 1927 года газеты «Кулак» («Die Faust») и вокруг партийного подразделения в Рейнгессене в феврале 1928 года он был исключён из НСДАП. После бурных протестов местной группы НСДАП Вормса и вопреки воле областного руководства гау Гессен-Дармштадт в марте 1928 года Адольф Гитлер отменил исключение Зельцнера из партии и вновь назначил его ортсгруппенляйтером и крайсляйтером.
В 1929 году Зельцнер был адъютантом полка СА в Дармштадте. После внутрипартийных конфликтов в 1930 году он перебрался в Людвигсхафен, где стал ортсгруппенляйтером и крайсляйтером и основал в химическом концерне И. Г. Фарбениндустри (ныне — БАСФ) подразделение Национал-социалистической заводской организации; НСБО (Nationalsozialistische Betriebszellenorganisation; NSBO).
В 1932 году Зельцнер стал депутатом рейхстага от Пфальца, избирался затем депутатом Рейхстага в 1933, 1936 и 1938 годах.
С сентября 1933 года занимал руководящие посты в Германском трудовом фронте (ДАФ). С 1934 года — заместитель руководителя Национал-социалистической заводской организации, руководитель организационного управления Германского трудового фронта и руководитель организационного отдела организации ДАФ Национал-социалистическое объединение «Сила через радость» («Kraft durch Freude»), ближайший сотрудник вождя Трудового фронта Роберта Лея.
В 1936 году вступил в СС (номер билета 277.988), 2 декабря 1936 года был произведён в оберфюреры СС. В 1938 году принимал активное участие в создании структур ДАФ в Судетской области. В 1938 году являлся райхсхауптамтсляйтером, руководителем Главного управления НСБО в системе Имперского руководства НСДАП, руководителем Главного организационного управления в Имперском организационном управлении НСДАП и вице-президентом Международного центрального бюро организации «Сила через радость».
С 1941 года — гауптбефельслейтер в Главном учебном управлении Имперского руководства НСДАП. Получил ранг рейхсамтслейтера.
1 сентября 1941 года назначен генеральным комиссаром Генерального округа «Днепропетровск» в составе «Рейхскомиссариата Украина». На своём посту несёт непосредственную ответственность за убийство еврейского населения в генеральном округе Днепропетровск, в частности за убийство 17 тысяч евреев в конце 1941 года поблизости от еврейского кладбища в Днепропетровске.
Одновременно с 30 января 1942 года числился в составе Главного управления имперской безопасности (РСХА).
В апреле 1942 года произведён в бригадефюреры СС. Был награждён Рыцарским крестом за военные заслуги.
Умер 21 июня 1944 года, по одним данным от отравления рыбой, по другим — после продолжительной болезни.